# Ґаліна (село)
Ґаліна (Galina) — село у Литві, Расейняйський район, Аріогальське староство, розташоване за 3 км від села Вередува. 2001 року в Ґаліні проживало 5 людей, 2011-го - 3. Неподалік розташовані хутір Даугірденай, село Діджюляй.

## Принагідно
- Galina
- Galina (kaimas) [Архівовано 9 листопада 2016 у Wayback Machine.]

| Литва | Це незавершена стаття з географії Литви. Ви можете допомогти проєкту, виправивши або дописавши її. |